# 櫻間伴馬

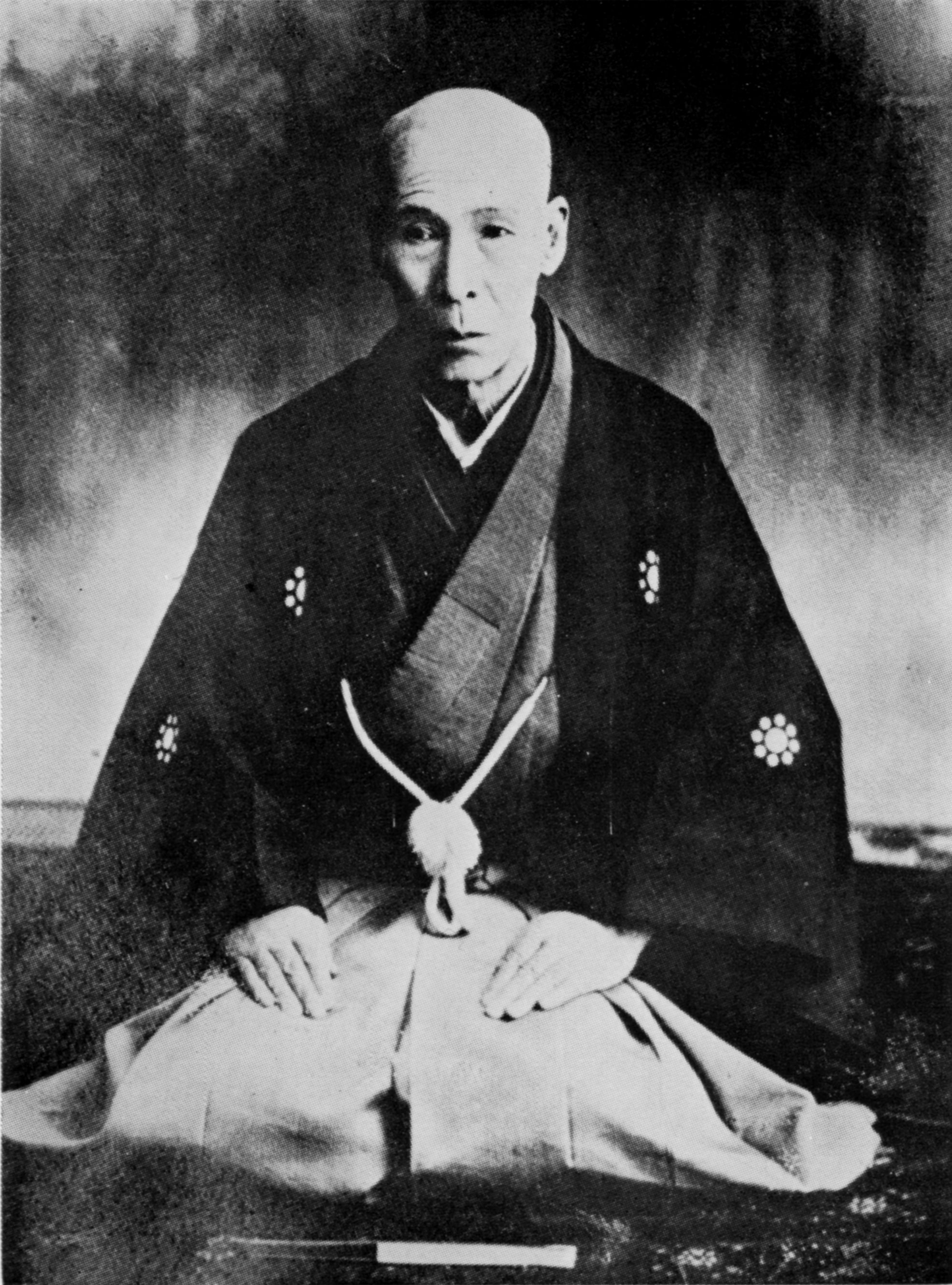
櫻間伴馬（左陣）

櫻間 伴馬（さくらま ばんま、1836年1月6日（天保6年11月18日） - 1917年（大正6年）6月24日）は、シテ方金春流能楽師。1911年（明治44年）以降は櫻間 左陣を名乗る。
明治維新後低迷を続ける能楽界にあって、熊本出身の一地方役者ながら、その卓抜した技で観客の喝采を博した。能楽復興の立役者として、初世梅若実、16世宝生九郎とともに「明治の三名人」の一角に数えられる。子に櫻間弓川がいる。

## 生涯

### 生い立ち
1835年（天保6年）、熊本の中職人町（現在の熊本市）にあった新座舞台で、櫻間家の長男として生を受ける。父は熊本藩に仕える金春流能役者・櫻間右陣（三角紋理）、母は美加子。弟に金記、林太郎がいる。
櫻間家は代々藤崎八旛宮に奉仕すると同時に、喜多流の友枝家とともに、熊本藩のお抱えとして能役者を勤める家柄であった（後述）。そして友枝家の座を「本座」と呼ぶのに対し、櫻間家の方は「新座」と称された。役者同士はそうでもなかったが、本座と新座の贔屓筋はお互い仲が悪く、対抗意識が強かった。
父・右陣は、櫻間家の代々の名が「左陣」であったのを敢えて「右陣」と名乗るなど、かなりの変わり者であった。羽二重の着物に紫縮緬の羽織という、当時の熊本としてはかなり派手な服装を常用し、その格好のまま漁に出て投網も打てば、雨が降り出しても「先のほうも降っている」と傘もささずのんびり歩いていた、という話が伝わっている。それでいて優れた舞い手でもあり、右の頬に大きな痣が目立っていたが、ひとたび舞えば誰もそれが気にならなかったという。
1841年（天保12年）、藤崎八旛宮祭礼で初シテとして「経政」を勤める。
青年時代の伴馬は美男役者と評判で、楽屋に落とした彼の元結いの切れ端を、奥女中たちが取り合っては、それを守り袋に入れて大切にしたと言われる。恋文を届けられることもしばしばで、「花のようなる伴馬様」と記された手紙を、ずっと後になって、弟子の高瀬寿美之が伴馬の部屋で見つけたという話がある。

### 江戸修業
1856年（安政3年）、21歳で、細川家家老の八代城主・松井佐渡守に伴われ、修業のため江戸に上る。出立の際には親類が総出で見送りに来、伴馬も「修業が成就しなければ再び故郷の土はふまない」と覚悟しての旅立ちであった。この時は1年で熊本に戻ったが、父・右陣がコレラで死去した1858年（安政5年）、藩主・細川斉護の勧めで再度出府、以後1861年（文久元年）まで滞在した。
江戸で伴馬が師事したのは、73代金春流宗家・金春元照の弟子で、金春座の地謡方であった中村平蔵であった。平蔵についてはその来歴が詳らかでないが、後に宝生九郎が「口は悪かつたが芸はよかつた」と語っているように、かなりの腕を持つ役者だったらしい。後に伴馬の弟・金記も、平蔵に師事している。
平蔵の稽古は厳しいもので、曲中に一句でも満足に謡えない部分があれば「十日や二十日一行も先へ進むことが出来ない事などは何時もの事」であり、「あまりの厳しさに情なくもあり、何うして謡つたらいいのか途方に暮れてポロポロ涙をこぼす事が幾度あつたか知れません」と、後年伴馬は追想している。「是界」の稽古で突き飛ばされた時には、ぶつかった壁に中指がめり込んだという。後に伴馬はその稽古の厳しさを繰り返し息子・弓川に語ったが、一応平蔵も細川家への気兼ねから、多少は手加減をしていたらしい。
伴馬は細川藩邸から平蔵の元に通っていたが、江戸滞在中に起こった桜田門外の変の際には、水戸側の浪士が藩邸に飛び込んでくる、という出来事に遭遇している。緊迫する情勢の中、1861年（文久元年）に、伴馬は細川護久に従い熊本に帰る。

### 熊本時代
当時、熊本で行われていた能は、専らあてごとの多い写実的な（即ち芝居のような）芸であった。その中に、伴馬は本格的な江戸風の芸を身につけて帰ってきた。そのため、江戸帰りの伴馬の能を見た熊本の人々は、「伴馬は江戸へ行って能が下がった」と揃って嘆いたが、逆に本座の大夫で伴馬の良きライバルだった友枝三郎だけは「いや、あれが本当の能だ」とその実力を認めた。
当時、熊本を初め、八代・川尾・長崎・臼杵・竹田といった豊肥各地では、非常に盛んに能楽が行われていた。伴馬も大名家での演能、また神事能への出演の他に、自ら日数能を主催し、毎回大変な盛況を博していた。
江戸幕府が倒れた1867年（慶応3年）、伴馬は32歳であった。幕府・大名からの扶持で生活していた能役者たちは、維新によりその多くが零落、能の道を離れるものも少なくなかった。後に伴馬とともに「三名人」として並び称される初世梅若実など、ごく一部の役者が地道な活動を続けたものの、同じく「三名人」の一人とされる宝生九郎でさえ、農家暮らしを余儀なくされるという有様であった。
伴馬はそんな情況の中、熊本を中心に活発な演能活動を続けた。前述の通り元より一帯は能が盛んであり、また維新以後本座・新座間の対抗意識がこれまで以上に激しくなったことも、かえって伴馬を芸に打ち込ませる要因となった。熊本、あるいは竹田などでたびたび日数能が催され、伴馬は1日に2番舞うこともあった。当時の熊本での舞台の数は東京の3倍以上だったといわれ、伴馬の生涯1500番あまりに及んだ舞台のうち、その多くはこの熊本時代のものだったと見られる。
このように充実した活躍を続けていた伴馬だったが、1877年（明治10年）、西南戦争に遭遇する。熊本も兵火に巻き込まれ、櫻間家の舞台も焼けてしまったため、伴馬は弟・金記とともに、装束や面を背負えるだけ背負って、熊本から2、3里離れた村まで避難した。以後しばらく、菓子屋で生計を立てることを余儀なくされるなど、伴馬にとって苦しい時期となった。

### 東京進出
1879年（明治12年）、旧主・細川護久の勧めを受け、45歳で伴馬は東京へ移住する。
上京した当初、伴馬は両国河原町辺りに住んだが、後に横山町に住居と稽古場を設けた。また小さな糸問屋と煙草屋も開き、伴馬の長女・梅がこの店を持ったが、これは能では暮らしていけなくなった時のための、護久の配慮だった。
1881年（明治14年）、華族を中心とした後援団体・能楽社により、芝能楽堂が創設される。「能楽復興のシンボル」となったこの能楽堂の舞台披きに、伴馬は「加茂」（半能）で出演した。もっともこの時点では伴馬はまだ「一介の田舎役者」に過ぎず、扱いも決して大きなものではなかった。
伴馬の名を一躍知らしめたのは、1882年（明治15年）5月、芝能楽堂で舞った「邯鄲」である。折しもその前月、梅若実が同じく「邯鄲」を舞ったばかりであったが、伴馬はそれを凌ぐ巧みな技を披露した。
そして翌1883年（明治16年）4月、伴馬はやはり芝能楽堂で「道成寺」を舞った。この「道成寺」は高度な技術が要求される曲だが、中でもその見せ場となる鐘入りで、伴馬は「斜入」あるいは「舞込み」と呼ばれる特別な型を披露し、満座の喝采を浴びることとなった。
この鐘入りの場面は通常では、演者が舞台上に吊された鐘の下に来て、その場で鐘に両手をかけて飛び上がる、と同時に後見が鐘を支える綱を放し、演者は落ちてくる鐘に吸い込まれるようにその中に消える、といったものである。しかし伴馬が披露したのは、通常より高く鐘を吊し、演者が一足離れた位置から回りながら飛び込んでくるのに合わせ、後見が勢いよく鐘を落とす、という、一歩間違えば怪我をしかねない難しい技であった。
この技の鮮やかさに、観客席の藤堂高潔などは躍り上がって喜んだといわれる。また宝生九郎も、「櫻間の芸は本物である、地方で育つた能役者であれだけの人は古今を通じて出たことがない」と賞賛した。以来、伴馬は梅若実、宝生九郎と並び立つ当代きっての名手として、その名声を確立することとなった。

### 「金春流の大久保彦左衛門」
当時、能楽界には漸く復興の兆しが見え始めていたが、伴馬の属する金春流は一向にふるわない有様であり、伴馬は東京の金春流を代表する立場となった。
上京の翌年である1880年（明治13年）、伴馬は細川護久とともに、当時奈良に在住していた元金春大夫・金春広成の元を訪ね、その上京の契機を作った。なお、『能と金春』368頁では、広成が東京の護久邸を訪ねたとある。伴馬が広成と舞った「二人静」は、「シテが上を見るとツレは下を指している」という具合で、これほど揃わないのも珍しいというような相舞であったが、14世喜多六平太をして「まづあれくらゐ面白い二人静も、前後になかつた」と感嘆させしめるものであった。
広成が1896年（明治29年）に死去した後は、息子の金春八郎が宗家を嗣ぎ、伴馬がその指導に当たったものの、金春宗家に比して「細い」と評せられた伴馬の芸風との相違もあってか、十分に稽古を受けることがないまま、酒毒のため1906年（明治39年）で没した。
76世家元となった金春広運は奈良を拠点に活動したが、青年期に同じく中村平蔵に師事していたということもあって伴馬への信頼は厚く、当時伴馬は「流儀の大久保彦左衛門」と呼ばれたという。広運の次男・栄治郎（のち77世家元）は、東京の森山茂の元に預けられ、伴馬の元に通って稽古を受けた。
1909年（明治42年）には、能楽奨励案を帝国議会に提出するに当たり、各流の家元とともに、金春流の代表者としてその名を連ねた。
宗家に対しては、伴馬は芸の上では厳しく指導したが、あくまで師家として敬意を払い、決してないがしろにすることはなかった。

### 三名人の一人として
上京当初は、「道成寺」「邯鄲」のような巧技を主体とした曲はとにかく、本格的な能ではまだ梅若実・宝生九郎に一枚劣ると見なされた伴馬であったが、東京での活動の中でさらにその芸を高めていくこととなった。
1894年（明治27年）、還暦に際して、老女物として重く扱われる「卒都婆小町」を披く。伴馬はこの舞台のために1年かけて準備を重ね、またかねて敬服していた宝生新朔に頼み込んでワキを勤めてもらい、ワキツレにその弟・宝生金五郎、大鼓・津村又喜、小鼓・三須錦吾、笛・森田初太郎、そして装束を宝生九郎に借りるなど、万全の体勢で望んだ。これはまさに伴馬会心の舞台となり、「卒都婆ほど面白いものはない」と感激して、以後決してこの曲を演ずることはなかった。
また当時、英照皇太后、昭憲皇太后、そして明治天皇と、皇室には能の愛好者が多く、伴馬も上京以来晩年まで、たびたび天覧・台覧の機会を得ることとなった。中でも、1910年（明治43年）7月、前田侯爵邸に明治天皇が行幸した際には、ぜひ伴馬の「俊寛」を観たい、と天皇からの沙汰があり、番組を変更してこれを勤めた。伴馬はその前月に九段能楽堂で、昭憲皇太后の台覧のもと「俊寛」を舞っており、その好評を受けてのことであった。当日天皇は謡本を手に終始熱心に舞台を観ており、伴馬を感激させた。
天覧能・台覧能以外でも、1898年（明治31年）4月、京都東山阿弥陀峰で催された豊国祭大能での「実盛」、1911年（明治44年）5月、京都東本願寺大師堂白州での「自然居士」などの大舞台が、いずれも好評を博した。

### 晩年
1911年（明治44年）、喜寿を祝して「左陣」に改名。
同世代の宝生九郎が余力を残して舞台を退いたのに対し、左陣は「舞台の上で舞ひながら仆れたい」と語ったように、晩年に至ってもなお舞台への意欲を捨てなかった。1913年（大正2年）には名古屋で「景清」を演じ、好評を博している。
1915年（大正4年）、大正天皇の即位式に、宮城で能が催された（いわゆる「大典能」）。当代を代表する役者が集められたこの演能に、当初「高砂」は前シテを金春栄治郎、後シテを左陣の次男・櫻間金太郎（後の弓川）が勤めることになっていたが、栄治郎が前夜に40度以上の高熱に倒れてしまった。この事態に、準備に当たっていた池内信嘉は、「年こそ取つたれ、流石は老練、櫻間左陣に代理さすが至当」と申し入れ、急遽左陣が代役として舞台に上がることになった。また孫の金太郎によれば、この時81歳の左陣は自ら代役として出演することを申し出たともいい、高齢を理由に心配する周囲の声も、「いや、何々」と聞かず、舞台に上がったという。
果たしてその出来は素晴らしいもので、地謡として舞台に出ていた甥の道雄は、「強靱な腰で、まるで足が板に吸いついているよう」「盤石のような風姿が今も眼に残っている」とその印象を語っている。そしてこれが、装束能としては最後の舞台となった。
以後は寝たり起きたり、といった生活であったが、謡については弟子たちを厳しく稽古し続け、また六尺棒にすがりながらも起き上がっては、型の指導をしていた。また1916年（大正5年）に生まれた嫡孫・龍馬（のち父の名を継ぎ、金太郎）をあやしては、「ああ、これが私の家を継ぐんだな」と感慨にふけっていたという。
1917年（大正6年）、6月に入ってからは己の死期を悟り、死の4日前には菩提寺の僧を呼ばせて読経を受けた後、息子・金太郎が「誓願寺」を謡うのを聞き、「もうこれで安心した。思ひ残すことも、気にかかることも、何もない。私の胸ははればれした。何時死んでもいい」と繰り返した。同月24日はかねて信仰していた加藤清正の縁日であり、信心仲間に代わりにお参りに行ってもらった後、その人の読む法華経を聞きながら眠りについて、そしてそのまま静かに息を引き取った。83歳没。
同年の3月に「三名人」の一人・宝生九郎が、また同郷の友枝三郎も5月に没しており、この年を以て「明治能楽」は終焉を迎えたと言える。

## 評価

### その芸について

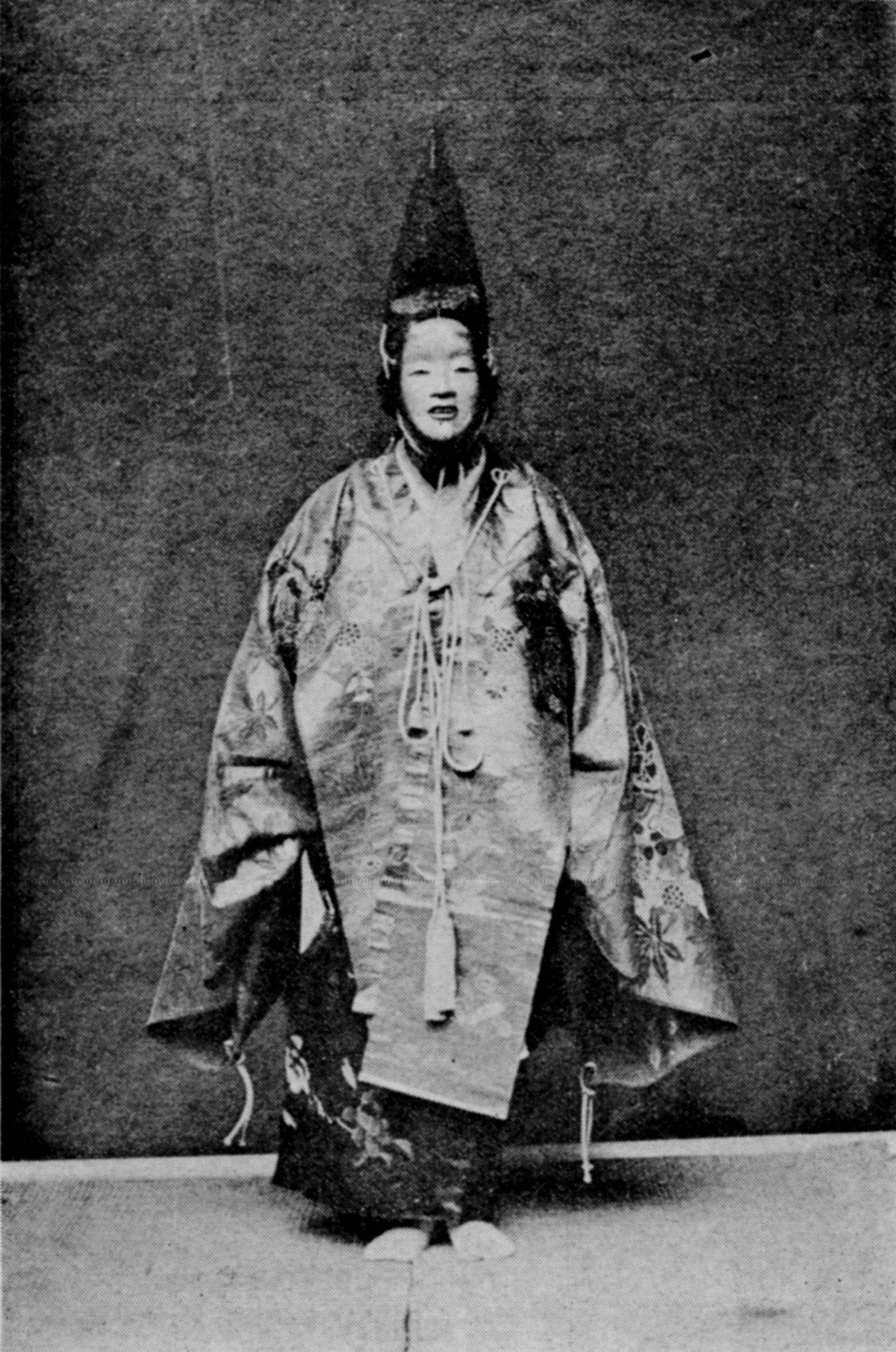
「柏崎」。長岡市舞台披きに際して

「明治の三名人」のうち、梅若実は「機略」（「情」とも）に勝り、宝生九郎は「位」に勝り、伴馬は「技」に勝る、と称された。
そのため特に、巧技を一曲の見せ場とした、「邯鄲」「道成寺」「望月」「石橋」「乱」といった能においては、他の追随を許さなかった。喜多実は、老境の伴馬の「実盛」「融」について、「大きな舞台をいっぱいにする程の力」「軽舟の急流を奔るがごとく、天馬空を征くかと感ぜらるるほどの颯爽」として、「烈々たる気魄が、五尺の短身から火花が散るようにさえ感じさせる」と記している。また野々村戒三は印象に残っている演能として、「自然居士」「車僧」「船弁慶」「藤戸」といった曲を挙げている。
能評家の坂元雪鳥は、伴馬の能について、以下のような評を残している。
- 「僧都頭巾ならぬ黒頭にて「後の世を」と立出でたる顔色憔悴形容枯槁したる流人の姿の憐れさ十分に表はれ、秋風袂を払ふの感あり」「更にしほしほと崩折れたるは其情趣筆に尽す可らず。森としたる満場玆（ここ）に至りて破るる如き喝采を以て酬いたり」（1908年（明治41年）5月「俊寛」）[54]

- 「判官を打擲する辺から後の気が掛つた事は恐しい程であつた。その又男舞の面白さは何とも云へない。脇はお誂への宝生新、シテ、ワキ共に日本一の称を恣にせしめた」（1910年（明治43年）5月「安宅」）[55]

- 「前シテの凄さは勿論、後シテの鮮かさ、何時も乍ら此爺さんには感心させられてしまう」（1910年（明治43年）6月「殺生石」）[56]

- 「其舞の鮮やかさ、其人は飽くまで枯淡、其芸は飽くまで濃艶、其間に少しの矛盾がない所が、此人の斯界第一の人たる所である」（1910年（明治43年）9月「融 笏之舞」）[57]

- 「伴馬の「百万」には聊か困つた。評しやうが無いのに困つた。何処と取立てて挙げる事が出来ない……際立つた所が無いといつても、こんな能は滅多に見られるものでは無い。これから考へると万三郎や六平太など、平常私の好な人々も何処が宜かつたと、其部分部分を列挙される間は、未だ未だ前途遼遠だなアと感ぜずに居られない」「伴馬の能の内で私が最も上品と感じた一つである」（1911年（明治44年）10月「百万」）[58]

- 「威風四辺を払つて、是で八十の老人とは誰が眼にも見えなかつた」「イロエの打上げに車の轅を掴んだ時は本当に虚空へ引摺上げるのではないかと思ふ程の強烈な、何うして斯うも強い力が芸の上に表はれるものかと恐ろしい程であつた」（1913年（大正2年）7月「是界」）[59]

一方で、甥の櫻間道雄は、伴馬の能はどこまでも「技術一辺倒」で、「巧技の駆使に一生をかけた」あまりに「巧技におぼれた」と言うべき側面があり、精神的な領域も含めた「芸術家」としては不足だったと批判している。喜多実も道雄に近い見解を示し、「彼の名声は比較的技術本位の曲に集って、動きの少ない、然し能としてもっとも高度とされる曲に薄い点は注目すべきである」として、ある批評家の「ひっきょう伴馬は左甚五郎ですよ」という発言を引いている。

### 能楽界への影響
能楽界全体にリーダーシップを発揮した梅若実・宝生九郎に対し、伴馬の影響力はあくまで限定的なものであった。しかし指導者としては、嗣子の櫻間弓川を初め、櫻間道雄、高瀬寿美之、本田秀男などの後継者を残し、特に弓川は伴馬譲りの技と謡の巧みさを以て、大正・昭和期を代表する名手に数えられた。また甥の道雄も晩年に至って、その芸を高く評価されている。
他流ではあるが、伴馬より一世代下で同じく巧技を以て謳われた名人・14世喜多六平太にも、伴馬からの影響が指摘される。六平太自身、青年時代に「邯鄲」を舞った際、伴馬の真似をして喜多流にない飛込みの型を演じ、流儀の古老に大目玉を食った思い出を語っている。六平太は同世代に、堂々たる芸風を武器とする初世梅若万三郎というライバルを抱えており、同じタイプの役者である伴馬が成功を収めたことは、自分の行き方への自信に繋がっただろうと息子・喜多実は述べている。
また野上弥生子によれば、昭和初期を代表する能楽研究者・野上豊一郎が本格的に能の道にのめり込んだのは、伴馬の芸に感銘を受けてのことであった。それを契機に野上夫妻と弓川とには深い交流が生まれ、それが子方なしの「隅田川」や、映画「葵上」など、多くの実験的活動に繋がった。

## 家族

### 櫻間家
櫻間家の遠祖は、藤崎八旛宮の創建に従って熊本に下り、現在同社の末社として祀られている藤田蔵人という神官であったといい、伶人の家柄であった。
櫻間家の直系の祖先となったのは、江戸初期に備前から熊本に渡ってきた櫻間杢之助（のち三右衛門、また三法師丸とも）で、藤田家の養子に入ったとも言われる。いずれにせよこの櫻間が、当時細川家お抱えの能役者だった金春流の中村家に入門し、後に中村家が士分に取り上げられてからは、櫻間家が細川家、また藤崎八旛宮に仕える能役者の家となった。

### 子弟
伴馬には2人の弟があった。長弟が櫻間金記（1847年-1915年）で、伴馬と同様に中村平蔵に学んだ。伴馬は各地に稽古場を作ったが、これは専ら金記に任されていた。伴馬とは対照的に理詰めの性格で、役者としては兄の影に隠れる形で大成できなかったものの、甥・道雄は金記から多くのことを学んだと述懐している。次弟が櫻間林太郎（?-1922年）で、伴馬・金記が熊本を離れてからは、同地に残って能役者としての奉仕を続けた。才気はあったが稽古には不熱心で、伴馬は「天分は一等豊かですが勉強しませんでしたから」と慨嘆していたという。この林太郎の子が櫻間道雄である。
1892年（明治25年）、天然痘の流行により妻、そして22歳の長男・三八を相次いで亡くす。特に三八は、後継者として育て上げ、「流石は櫻間の伜」と将来を嘱望されていただけに落胆も大きく、一時は熊本に帰ろうとしたが、白井競ら周囲の懸命の説得にようやく思い留まった。
次男・金太郎（初名金次、のち櫻間弓川）は伴馬54歳の時の子であったが、能の将来に悲観的だった伴馬は、弓川が15歳になると、本人が嫌がるのを無視して商人の道に進ませた。しかし弓川は何としても父の芸を学びたかったため、旧主である細川家の家令たちに頼んで伴馬を説得してもらい、ようやく伴馬は本格的に指導を与えるようになった。
また池内信嘉によれば伴馬は「若い女に接してゐるくらゐ身体の養生になることはない」と豪語し、はるかに年下の妾を抱えていたという。

## 人物・挿話

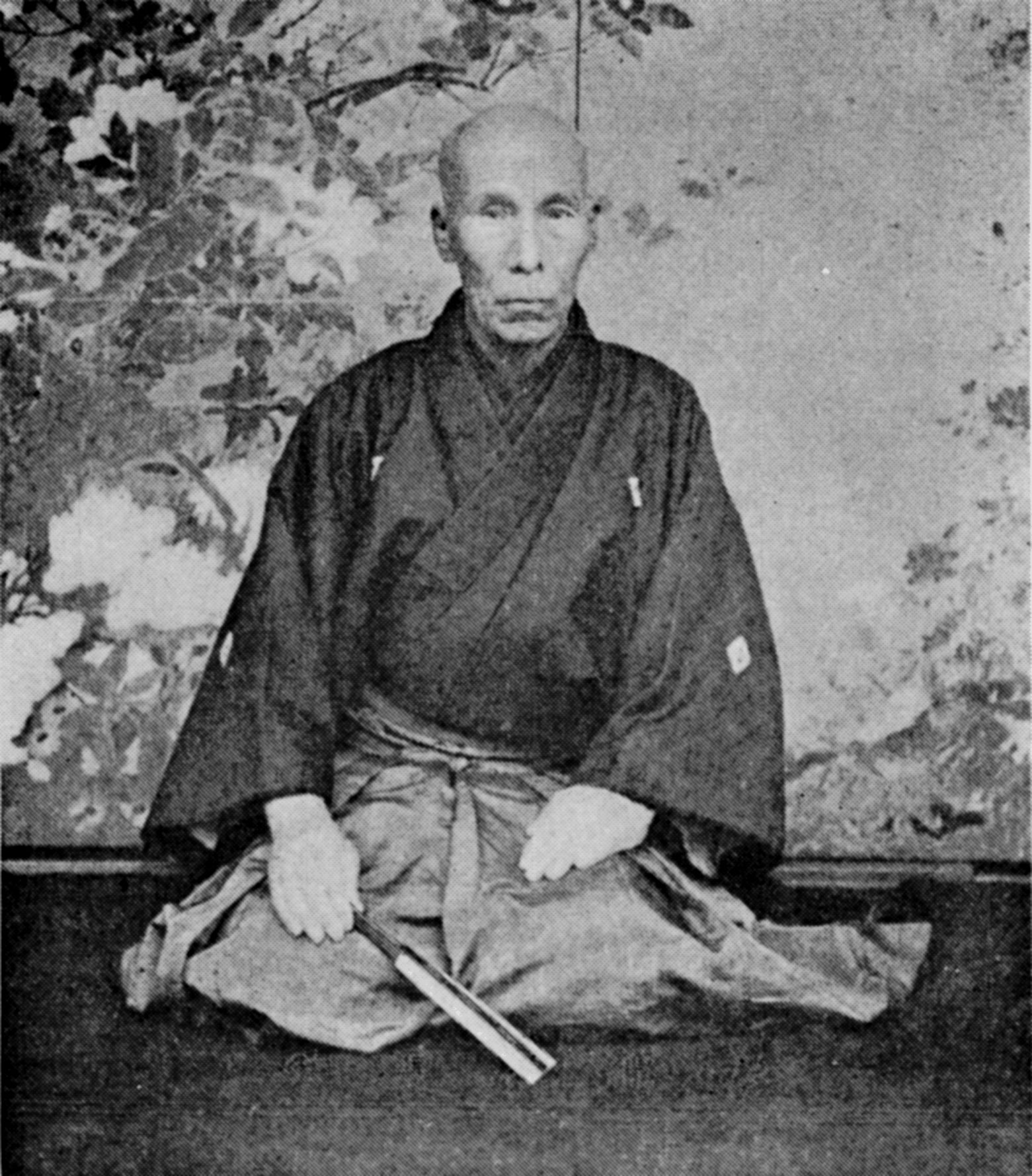
櫻間金太郎『櫻間三代』より

### 性格
生涯「熊本人気質」（いわゆる肥後もっこす）を通し、しょっちゅう「馬鹿づら!」と怒鳴り散らす「癇癪持ちの頑固爺い」であった。維新後も1889年（明治22年）に旧主・細川護久が死んで剃髪するまで丁髷を結い続け、狂言の山本東、小鼓の三須錦吾と並び「三マゲ」のあだ名があった。死の前年に孫の龍馬（のちの金太郎）が生まれた時には、その髪を引っ張り伸ばして、とうとう丁髷を結わせたという。
息子の弓川によれば、ひどくせっかちでそそっかしい性格だったが、何故か時間にだけはルーズだった。ある時、宝生九郎に頼まれて、さるお屋敷を皆で訪れることになった。この時伴馬は珍しく時間通りに到着したが、待ち合わせの時間になっても誰も現れず、2時間ほど経ってようやく皆が集まってきた。さすがの伴馬も「2時間も待たせるとはどういうわけだ」と九郎に詰め寄ったのだが、実は伴馬があんまり時間に遅れるので、あらかじめ2時間早い時間を教えていたのだと解り、大笑いとなった。
その後、ある人から楽屋入りが遅れたことに厳しい小言をもらったことがきっかけで、逆にひどく時間を気にするようになり、正午になると稽古を止め、弟子の高瀬寿美之などに時計を持たせて物干し台に登らせ、午砲の音を確認させてほっとしていたという。

### 芸が好き
とにかく能を舞うことが好きだったと、弓川、池内信嘉などが共通して語っており、依頼さえあれば快く舞台に立ったという。晩年に至るまで風邪一つ引かず、稽古をしていても50歳以上若い弓川が先に参ってしまうほどに頑健な身体の持ち主であった。
71歳で「道成寺」を舞った時には、次に「融」を舞うはずだった弟・林太郎が体調不良を訴えて舞台に出ようとしなかったので、伴馬は「じゃあ俺が前を舞ってやるから、後だけは自分で舞え」と、立て続けに「融」の前シテを舞ってみせた。また暑い盛りに「山姥」を舞って後、門弟に団扇で扇がせながら大汗を拭って、「此の涼風に浴した時の心持は、実に何とも形容の出来ぬ愉快さ」と語り、周囲を驚かせたという。
また「少しでも多く聞き、之れを我が心の内へ取り入れ、かれこれを比較して、長を取り短を捨てる働きが無くては芸は上りません」と語るように、その種類を問わず良い芸は自分で見なければ気が済まない性分であった。自身の芸談でも、九代目市川團十郎の舞台に触れ、これを賞賛している。

### 稽古
伴馬の稽古が厳しかったことは、弟子たちが口を揃えて語るところである。甥の道雄によれば伴馬の教え方はひたすらに実地的なもので、理屈は一切抜きであった。
その厳しさは子方（子役）相手でも変わらず、後の喜多流宗家・喜多実は、幼い頃「七騎落」の子方として借りられた際、何の容赦もなく叱りつけてくる伴馬の気迫に、思わず縮み上がるとともに悔しさを覚えたという。もっともこれが災いすることもあって、「安宅」の稽古中、子方を厳しく叱ったあまりにその父親が怒ってその子を連れて帰ってしまい、弱って姉婿に「白髪頭でもよいからお前やれ」と頼む、というようなこともあった。
稽古・習道論としては、「芸の向上は瓢箪の如し」が持論であった。つまり、最初のうちは自らの不足が解るので、その空洞を埋めるように稽古に励むことが出来るが、それが満たされてくると安心・慢心が起こってくる。それを脱するのはちょうど瓢箪の狭い節を抜けるように難しいことで、それには良き師の教導が欠かすことが出来ない。そうしてその節を抜け出すと、今度はまた広いところに出て、自らの不足に気付かされる。そこで再び稽古に励むが、また節に近づくと安心してしまう。伴馬は芸の進歩とはその連続であると考えており、かつその形は「瓢箪の小さいのから大きいのを順々に継ぎ合した」ような具合で、節を抜けるたびにその空洞はどんどん大きくなっていく、即ち自分の不足を感じることがどんどん増していき、次第に慢心からも遠ざかっていくことができるのだという。

### 道成寺
1883年（明治16年）4月の「道成寺」は、伴馬の名を一躍高め、以後「道成寺」は伴馬の得意曲として、実に16度にわたって舞うこととなった。芝能楽堂で催された数々の能の中で、伴馬の「道成寺」、宝生新朔の「壇風」は客席が完全に埋まってしまう最大の呼び物であり、「二幅対」と称された。
この曲は鐘を落とす役割の「鐘引き」の人間との息が合うことが肝要であり、伴馬は「道成寺」を舞う際には、田舎に暮らしていた弟の金記を必ず呼び寄せ、鐘引きの役をやらせていた。ある時、青山御所で「道成寺」を勤めたが、鐘引きとの呼吸が合わず、肩を打つという失敗があった。以後しばらくは「舞込み」の型を封印していたが、70歳にして久しぶりにこれを披露した際には、見事に成功させて見せた。
しかしその伴馬も息子・弓川には、この危険な「舞込み」の型を教えることを躊躇し、この型を自分一代で終わらせようと考えていた。これを聞いた池内信嘉が、歌舞伎の5代目岩井半四郎の挿話で伴馬を叱咤激励し、ついに弓川にこの型を伝授させた。以来この型は、「櫻間家の専売特許」と称されるに至った。

### 宝生九郎
宝生九郎とは「明治の三名人」として並び称された間柄であったが、伴馬の腕を認めた九郎は上京当初から何かとその世話を焼き、また伴馬も「九郎先生ほど自分の気持を理解して下さる人はない」と全幅の信頼を寄せた。九郎は煙草を好んだため、煙草屋をやっていた櫻間家から、弓川が熊本産の煙草を届けていた。
しかし伴馬は吃音の上、強い熊本訛りがあり、家族でさえ話の内容が解らないことがあるほどだった。しかも、一方の九郎はかなり耳が悪かった。意思疎通を心配する弓川に対して、伴馬は「ナーニ、九郎さんは俺の話が一番よく判るんだ」と嘯いていたが、後年池内信嘉が弓川に語ったところによると、九郎は「伴馬が来ても、何を話して居るのかサツパリ判らなくつて弱るよ」と洩らしていたとのこと。
また九郎は舞台に立つ機会に恵まれない弓川の境遇に同情し、伴馬と相談して、12年間にわたり、隔月で宝生会の舞台に客演させた。この舞台のために伴馬は弓川に必死の稽古をさせ、まさに真剣勝負の意気込みで臨んだ。
九郎、また同じ「三名人」の梅若実が、指導者として能楽界に強力な影響力を発揮したのとは反対に、伴馬は生涯一能役者としての態度を貫いた。また、宝生九郎が弟子はおろか弓川についても、能評で誤ったことを書かれればすぐさま反駁したのに対し、伴馬は自分が賞められているのを読んで「ウム、少しは能が分つて来たカナ」と呑気に受け流す、といった具合で、まるで正反対であった。